# Chink Martin

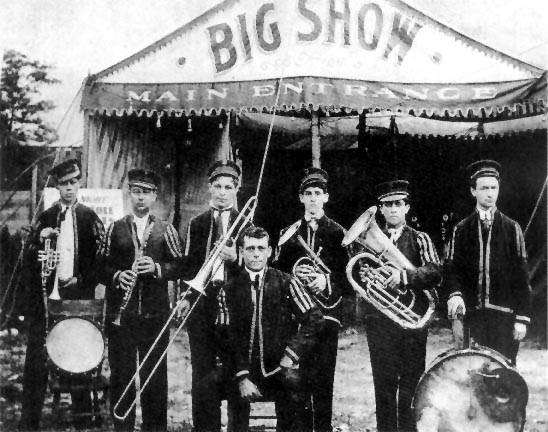
Papa Jack Laine (sitzend) mit seiner Band (stehend von links nach rechts): Manuel Mello, Alcide Nunez, Leonce Mello, Alfred „Baby“ Laine, „Chink“ Martin Abraham, Tim Harris (1910)

 Chink Martin (eigentlich Martin Abraham Sr., * 10. Juni 1889 in New Orleans; † 7. Januar 1981 ebenda) war ein US-amerikanischer Musiker (Bass, Tuba) des New Orleans und des Chicago-Jazz.

## Leben und Wirken
Chink Martin spielte elfjährig zunächst Gitarre, wechselte dann zu Violine und Mandoline. Er begann seine Karriere als Tubist um 1910 in der Reliance Brass Band von Papa Jack Laine. Als Zweitinstrument kam der Kontrabass hinzu. 1923 entstanden in Chicago erste Aufnahmen mit den New Orleans Rhythm Kings. 1924 kehrte er nach New Orleans zurück und arbeitete bei John Bayersdorffer und Freddie Newman, bevor er 1925 Mitglied der umformierten New Orleans Rhythm Kings wurde. Dann spielte er mit dem Halfway House Orchestra und den New Orleans Harmony Kings unter Leitung des Schlagzeugers Tom Earley, später mit den New Orleans Swing Kings. In den 1930er Jahren war er auch als Studiomusiker für die Radiostation WSMB tätig; in den nächsten Jahrzehnten arbeitete er in New Orleans freischaffend (u. a. mit Sharkey Bonano, Santo Pecora, Pete Fountain, Al Hirt und Doc Souchon 1969). Seit den 1960er Jahren spielte er Bass bei den Crawford-Ferguson Night Owls; 1963 legte er ein Album unter eigenem Namen vor.
Chink Martin ist Vater des Bassisten Martin „Little Chink“ Abraham, Jr. und Bruder des Musikers Willie Abraham.